# Rz
Rz är en svensk loktyp som tillverkades av ASEA i ett exemplar i experimentsyfte 1982.

## Bakgrund
Asea började under 1960-talet att leverera en större serie elektriska, fyraxliga linjelok av typen Rc. Vissa av loken klarade hastigheten 160 km/t och loken kunde dra såväl gods- som persontåg. Dragkraften i dessa lok kom från fyra stycken kraftiga elmotorer av likströmstyp. Motorernas varvtal reglerades av en för den tiden ny teknik med s.k. tyristorer (en snabbväxlande "strömbrytare" för höga effekter). Likströmsmotorerna krävde dock mycket underhåll.
Lokets korg och boggier var av tämligen konventionellt utförande och tillverkat i stål. Lokkorgen har för Sverige den så karaktäristiska ytan med korrugerad plåt. Det var visserligen utrustad med buffertar men var även förberett för centralkoppel.
Lokets planlösning var med en förarhytt i vardera ände samt ett maskinrum med två korridorer på vardera sidan. Transformatorn var placerad i golvhöjd vilket bidrog till en något högre tyngdpunkt (vanligen hängs den under golvet, mellan boggierna). Förarhytten hade redan från början en god komfort med ergonomisk förarplats samt låg ljudnivå. Senare modeller fick en helt ny förarhytt med ljusbeiga plastpaneler samt en än mer ergonomis förarhytt.

## Tyskland visar vägen
Under 1970 lanserades i Västtyskland en ny generation lok som drevs av mycket enkla och robusta elmotorer av s.k. induktionstyp (även kallade asynkronmotorer). Motortypen härstammar från 1800-talet och var både mycket kompakt och hade en hög effekttäthet. Induktionsmotorn drivs av växelström av s.k. sinustyp, det vill säga en sinusformad kurva. Vid en jämn frekvens (t.ex. 16 2/3 Hz) är varvtalet också jämnt men vill man variera hastigheten måste även frekvensen varieras (man kan delvis reglera hastigheten genom omkoppling av polerna, men inte steglöst).
De tyska ingenjörerna hos företaget BBC (Mannheim, Tyskland) lyckades utifrån en likspänning (1 200 volt, likriktad från en växelspänningsgenerator) generera en varierbar spänning med frekvensen 0...125 Hz. Uppemot 6 st elmotorer kunde regleras med hjälp av denna utrustning. Tekniken demonstrerades först i ett ellok av typen 202 från Henschel (tillverkarens beteckning DE 2500). År 1973 beställdes av den schweiziska statsjärnvägen (den statliga operatören SBB) ett mindre antal dieselelektriska lok (typ 861, f d Am 6/6) med denna typ av drivmotorer, för leveransstart oktober 1976. Typ 861 var egentligen ett växellok med sex axlar (Co- Co), vikten 111 ton och var dieseldrivet.
Under 1970-talet intresserade sig även den norska (NSB) och danska (DSB) statsjärnvägen för tekniken och under 1977 provkördes DE 2500 i Norge och Danmark. Detta resulterade i att NSB år 1978 beställde ett antal dieselelektriska lok och Danmark beställde en liknande typ året därpå. Utvecklingen fortsatte inom området ellok då NSB beställde ett antal fyraxliga ellok 1979 och DSB ett antal år 1982. Det var under början av 1980-talet uppenbart att svenska Asea (SJ) hade hamnat på efterkälken, även om leveranserna av Rc-loken pågick för fullt (avslutat 1988, innan leveransstart av X2000).
Induktionsmotorn är dock en mycket enkel maskin. Precis som alla elmotorer har motorn en s.k. rotor och en stator. Statorn består av ett antal lindningar av koppartråd som omsluter rotorn. Genom att mata dessa lindningar med växelström börjar ett magnetfält att rotera. Rotorn är dock en extremt enkel anordning som liknar ett "ekorrhjul" och som är kortsluten.
Då de tyristorstyrda Rc-loken varit lyckade beslöt ASEA att utveckla en ny generation ellok med asynkronmotorer vilken innebar ytterligare fördelar med bland annat effektivare framdrivning. Rz-loket som blev ett provlok byggdes 1982 och försågs med en Rc-lokkorg och gavs en speciell färgsättning i orange/silver.

### Senare öden
Rz-loket testkördes i många år på Siljansbanan men tekniken fungerade dåligt. Någon serietillverkning kom aldrig till stånd, och vid sammanslagningen med Brown Boveri 1987 till pågick redan utveckling och serieproduktion av denna loktyp i Tyskland och Schweiz. Loket testkördes sista gången 1989 och såldes därefter till Statens Järnvägar 1992. Därefter deponerades loket på Sveriges Järnvägsmuseum i Gävle som dock var föga intresserade av loket som då flyttades till Örebro 1999 där det blev stående för att 2008/2009 säljas till Tågåkeriet i Bergslagen AB som uppgav att de skulle använda det som reservdelslok. Slutligen skrotades Rz-loket i Nykroppa år 2015.
Vid ombyggnaden av det första Rc-loket 1007 till ursprungsskick av Sveriges Järnvägsmuseum har vissa delar tagits från Rz-loket. 
Den teknik som prövades i loket kom senare att bana väg till ny teknik i såväl X2-tågen som i Rc5.